# Jerlev Herred
Jerlev Herred var et herred i Vejle Amt. I Kong Valdemars Jordebog fra 1231 hed det Jarlæzstathæreth, 1329: Jarlefhæreth ; Indtil første halvdel af det 14. århundrede var også Holmans Herred en del af herredet. I middelalderen hørte det under Almindsyssel. Senere kom det under Koldinghus Len (i en periode i 1500-tallet til Hønborg Len) og fra 1660 Koldinghus Amt, indtil det i 1793 kom under det da dannede Vejle Amt.
Jerlev Herred grænser mod vest og nord til  Tørrild Herred, fra hvilket det for en del skilles ved Vejle Å, mod øst til  Vejle Købstadsjorder (hvor den delvist fredede å Højen Å danner en del af grænsen) og Holmans Herred, mod syd til Brusk Herred og mod sydvest til Ribe Amt (Andst og Slavs Herreder). Højeste punkt er Møgelhøj på 108,5 moh. lige vest for Gammel Højen. I herredet løber også Egtved Å
I herredet lå følgende sogne:
- Egtved Sogn
- Højen Sogn
- Jerlev Sogn
- Ødsted Sogn